# تپه سالی
تپه سالی مربوط به تا سده‌های اولیه دوران‌های تاریخی پس از اسلام است و در شهرستان خرم‌آباد، بخش مرکزی، دهستان کرگاه شرقی، روستای سالی واقع شده و این اثر در تاریخ ۲۲ اسفند ۱۳۸۵ با شمارهٔ ثبت ۱۸۱۳۹ به‌عنوان یکی از آثار ملی ایران به ثبت رسیده است.